# Colești, Bihor
Colești (în maghiară Kolafalva) este o localitate componentă a orașului Vașcău din județul Bihor, Crișana, România.

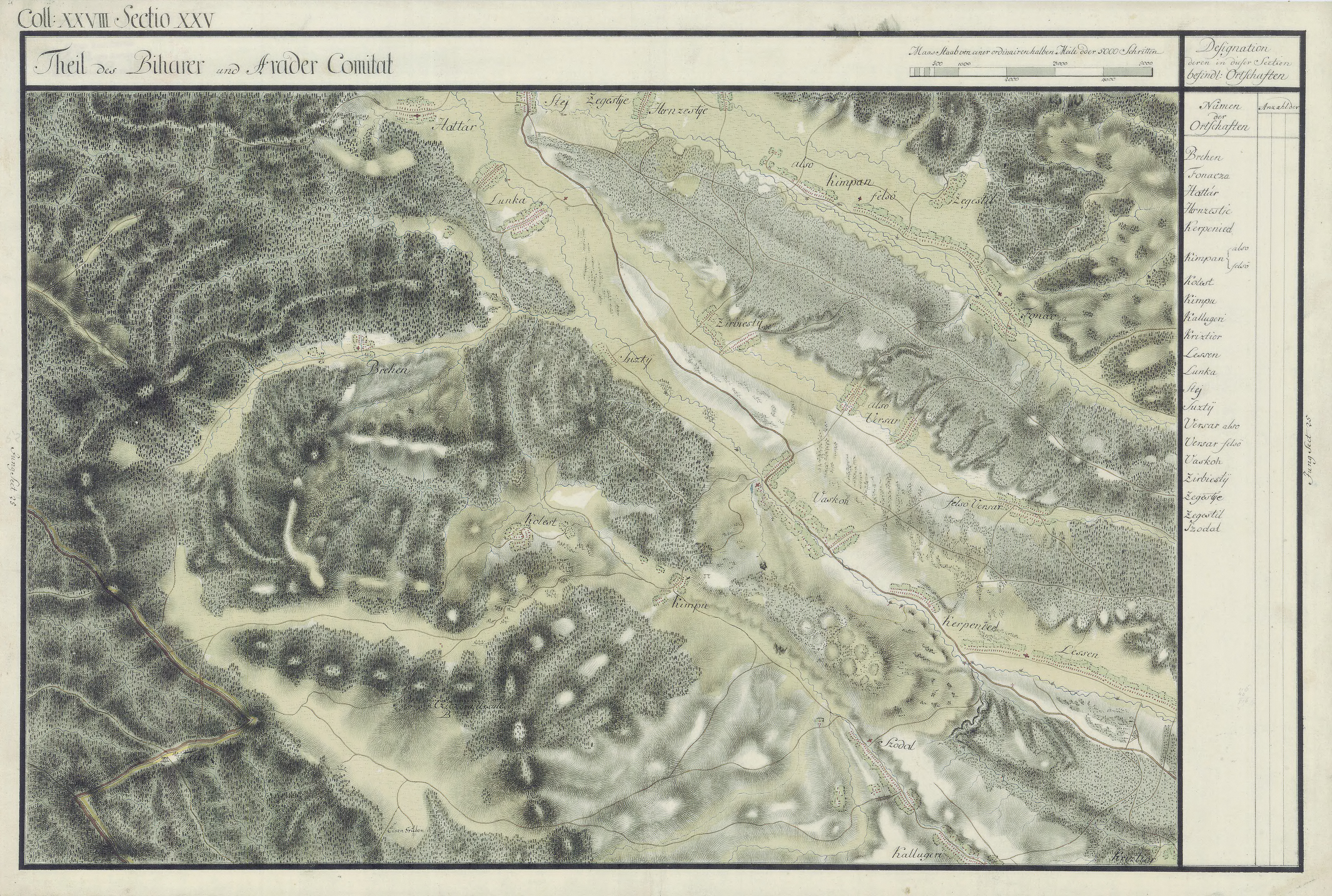
Colești în Harta Iozefină a Comitatului Bihor, 1782-85

## Vezi și
- Biserica de lemn din Colești, Bihor

## Galerie de imagini

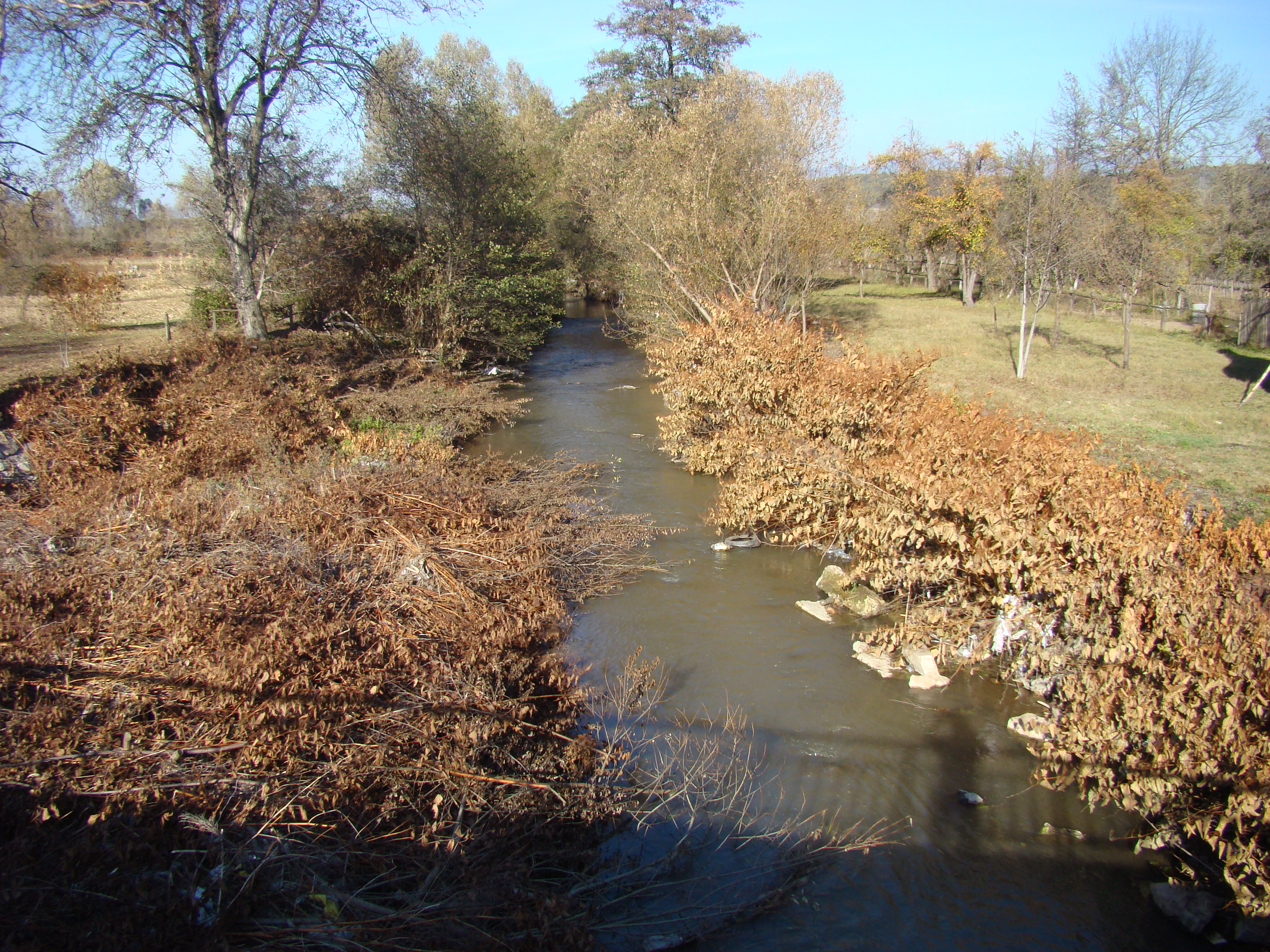
Valea Coleștilor
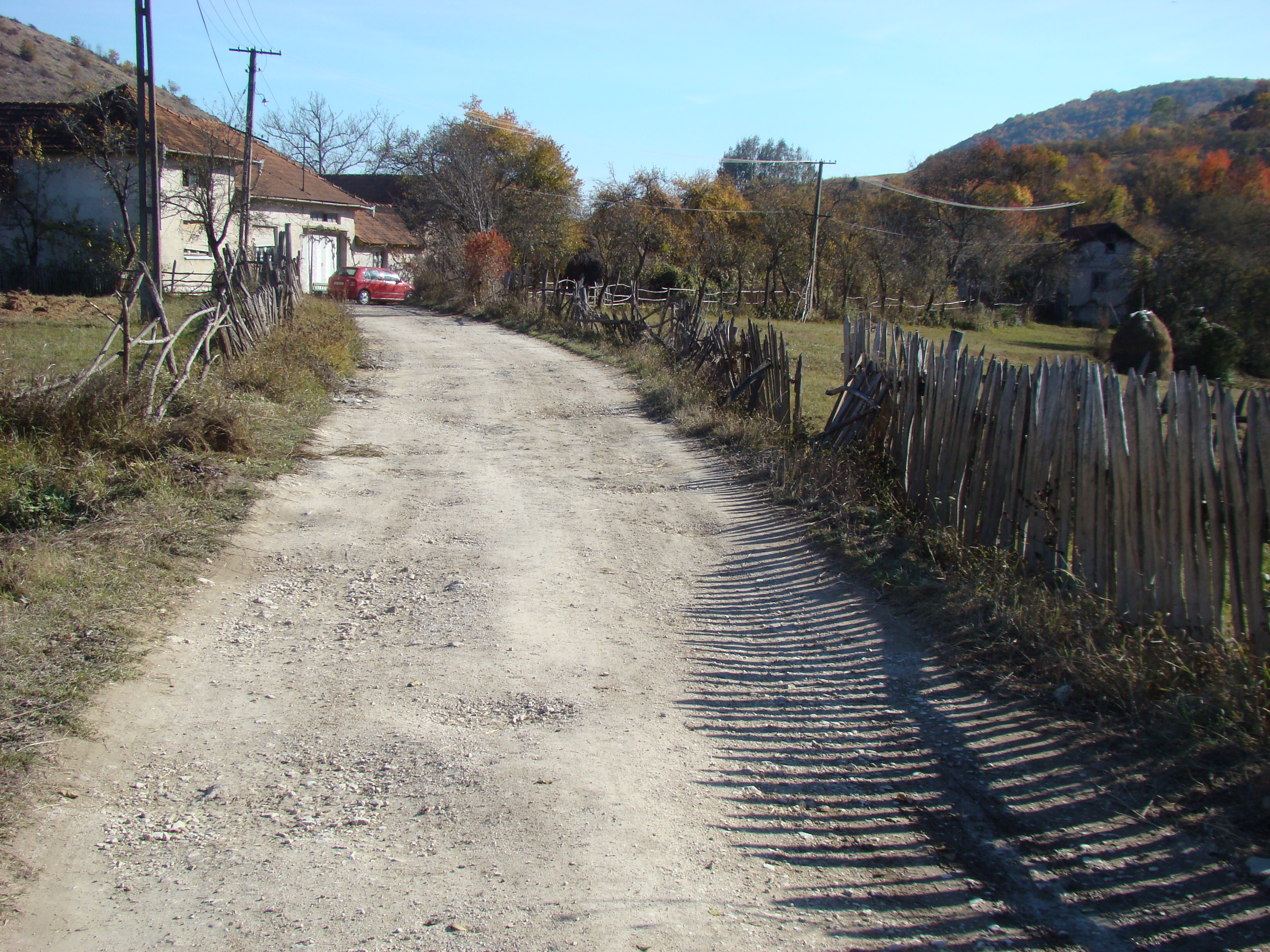
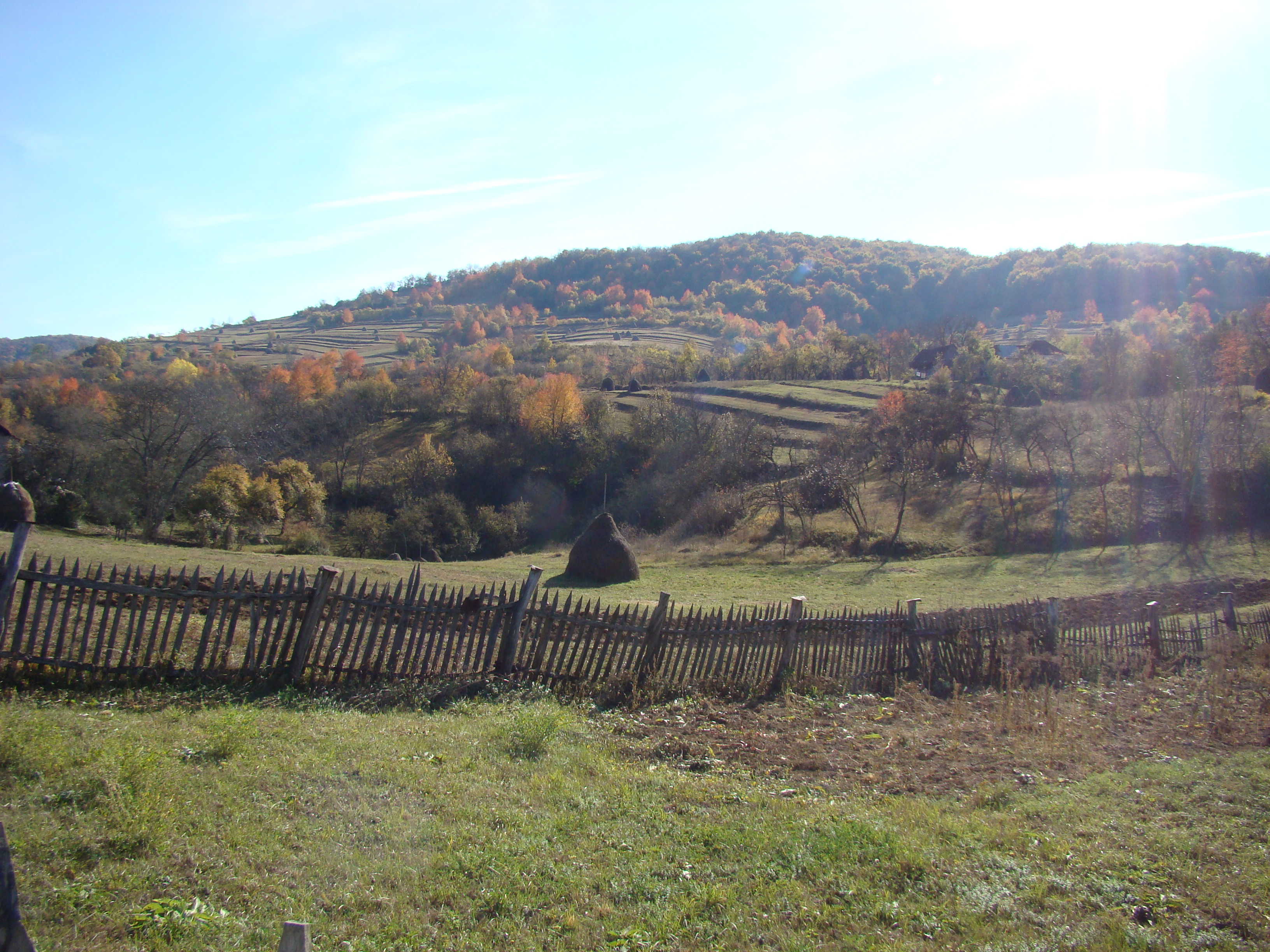
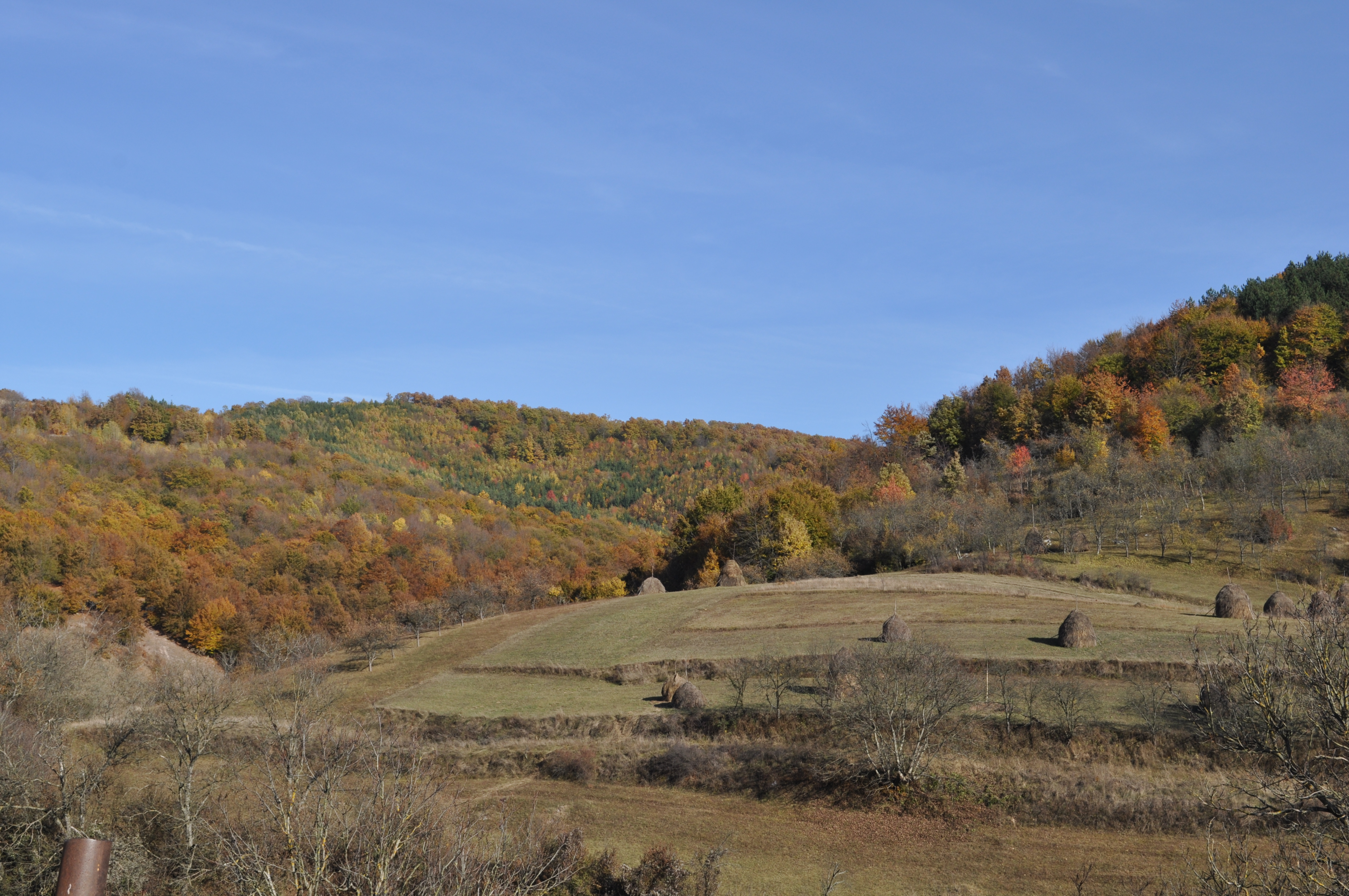
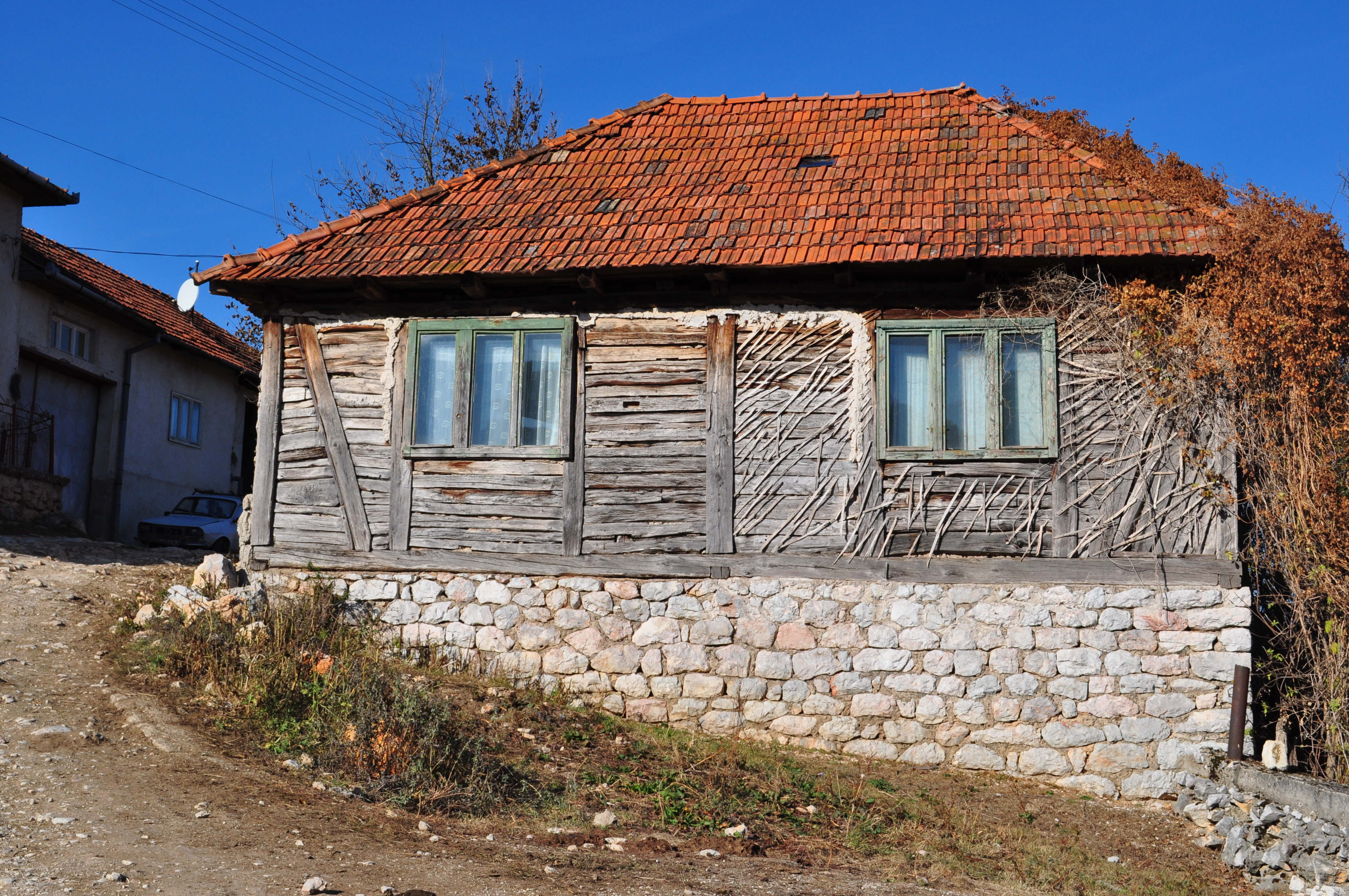
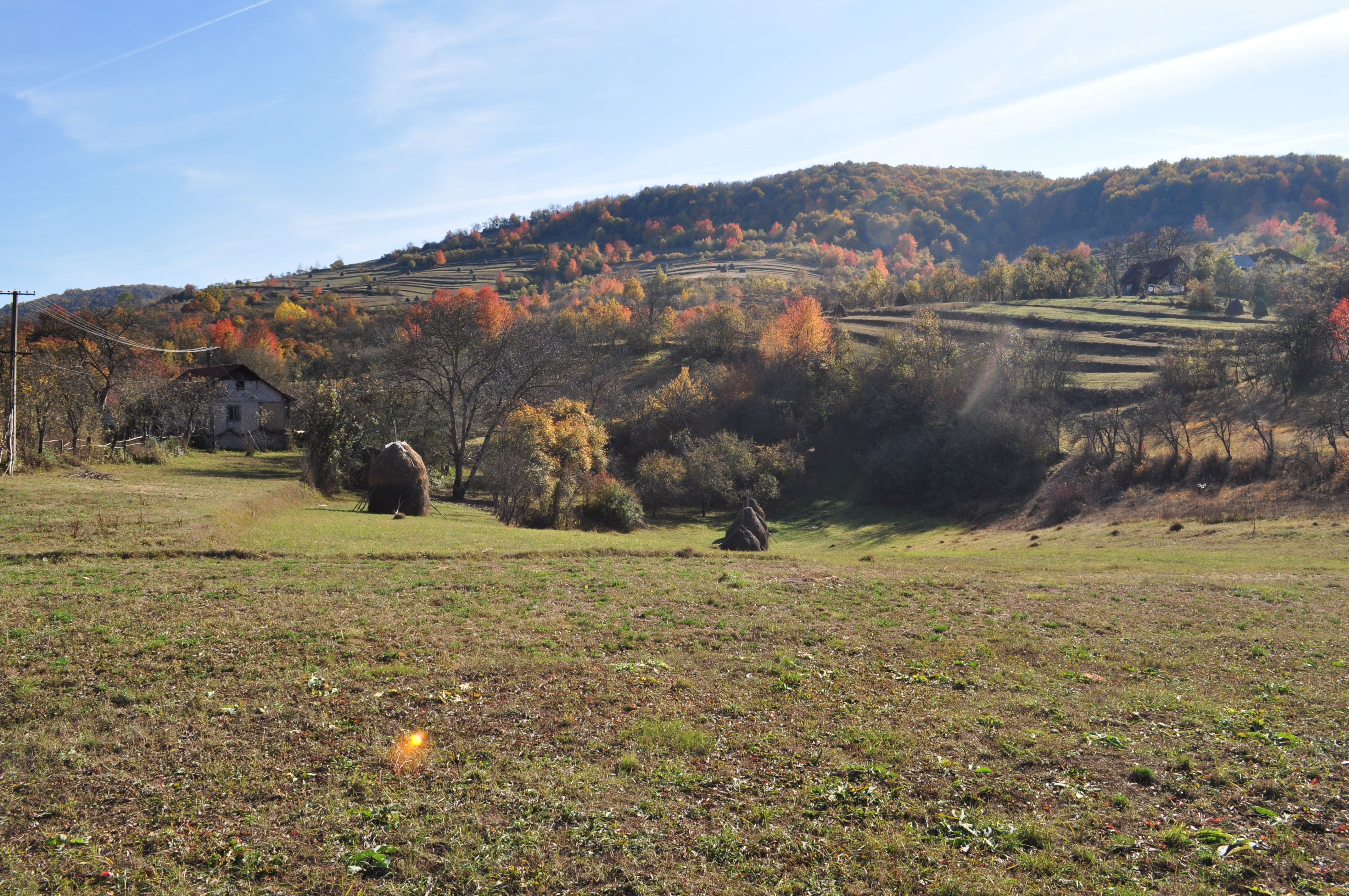
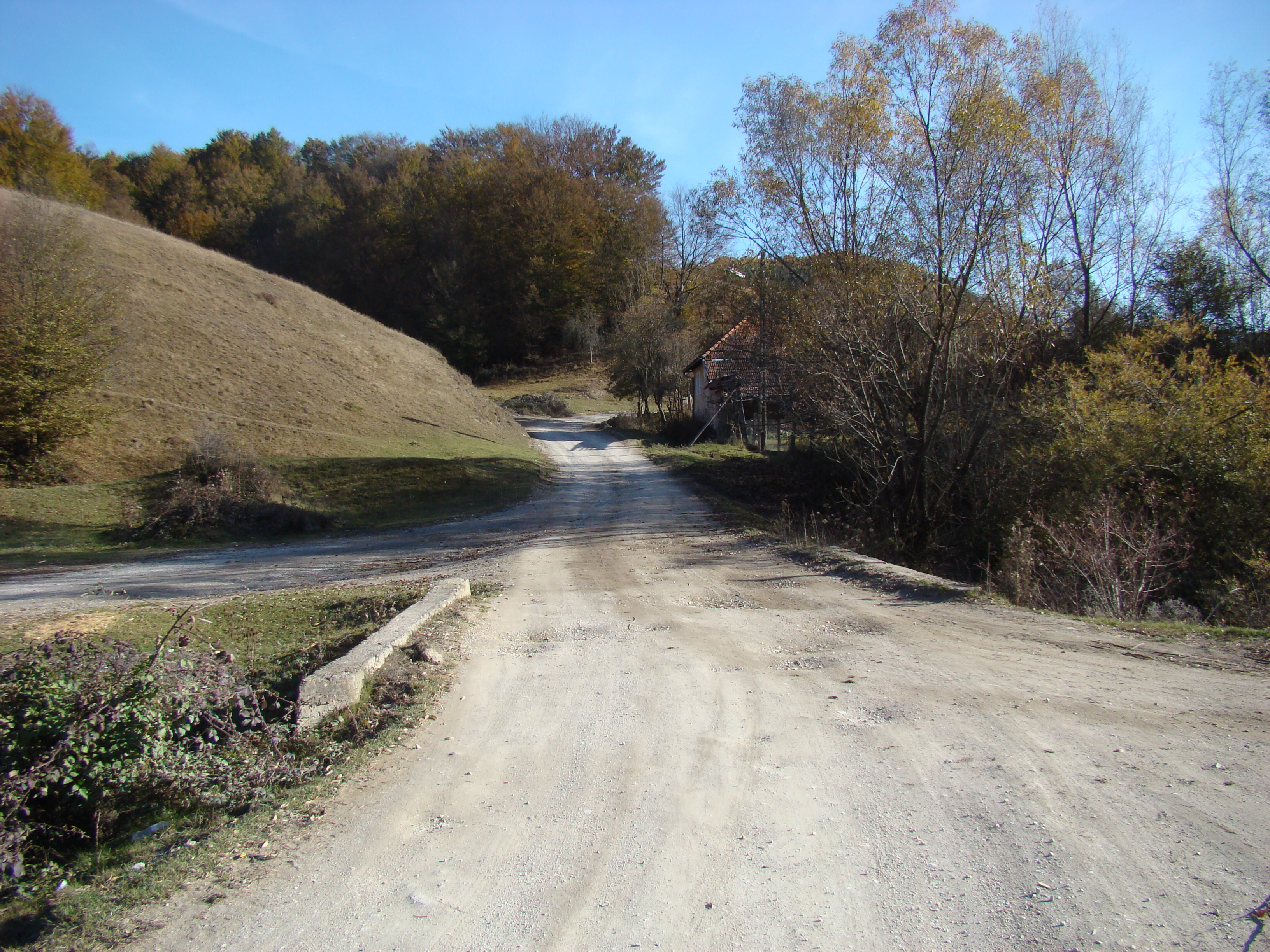
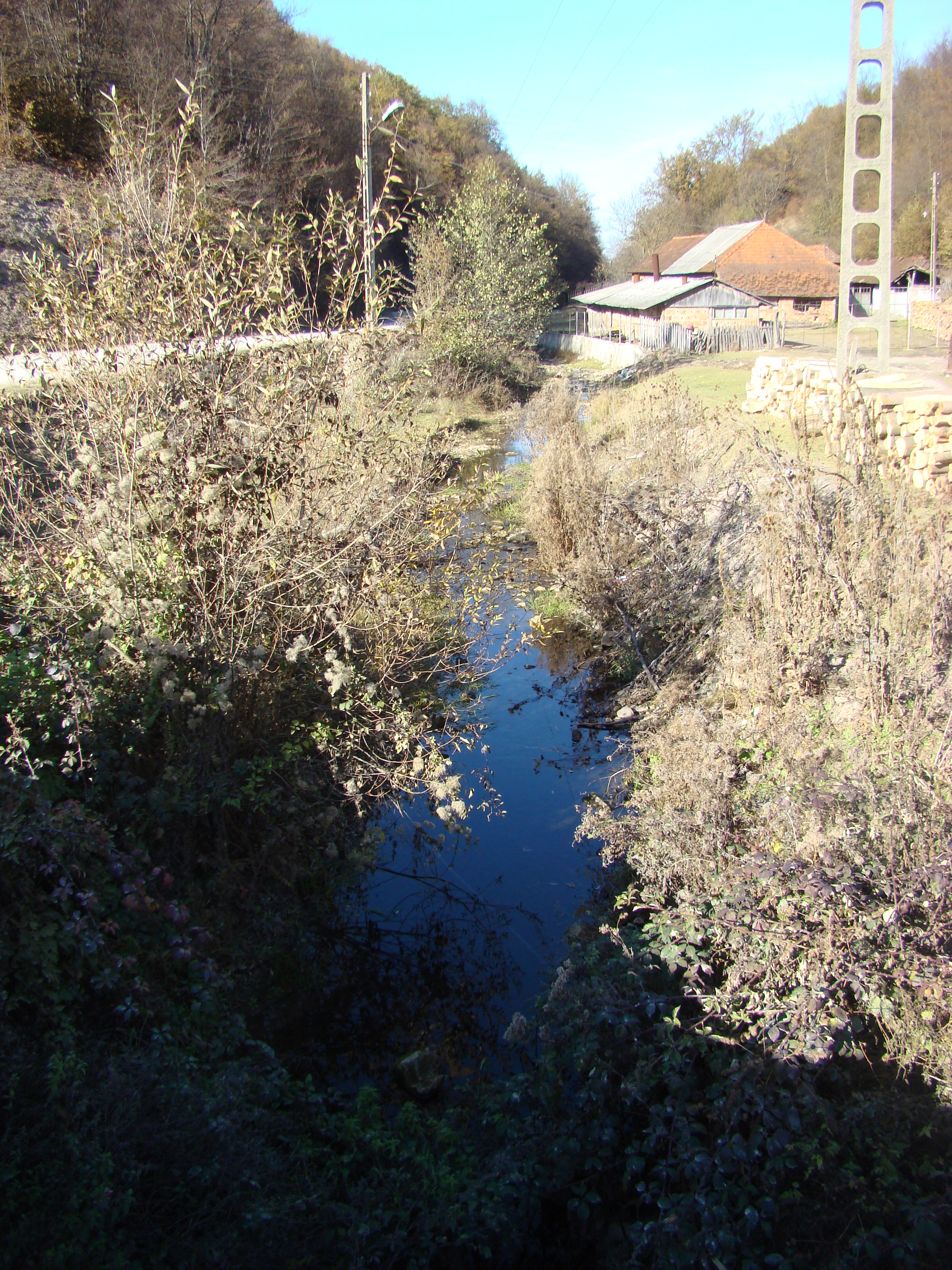
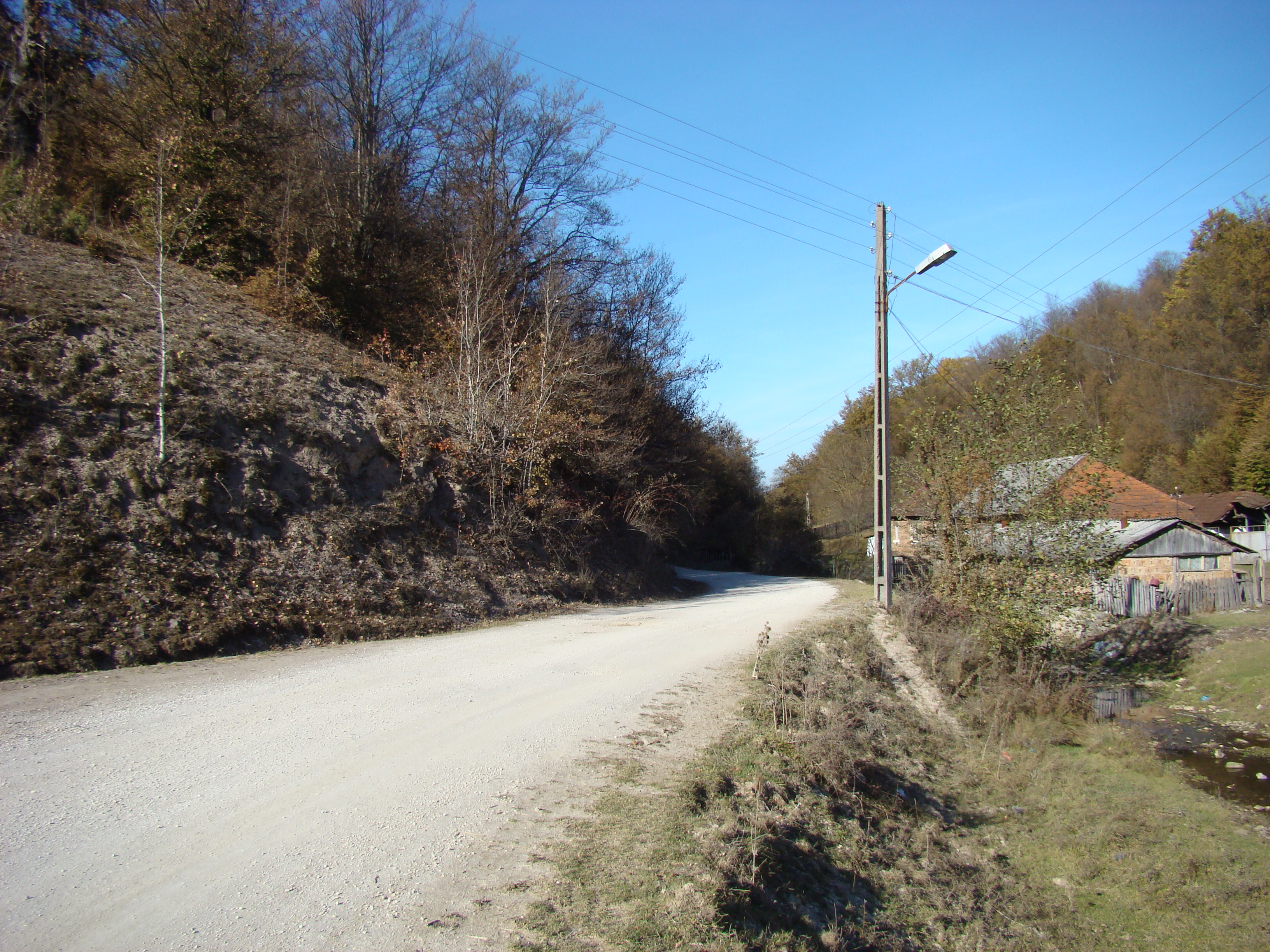

 Acest articol despre o localitate din județul Bihor este deocamdată un ciot. Puteți ajuta Wikipedia prin completarea lui.